# Ficus inaequipetiolata
Ficus inaequipetiolata là một loài thực vật có hoa trong họ Moraceae. Loài này được Merr. mô tả khoa học đầu tiên năm 1922.